# Формулировка квантовой теории через интегралы по траекториям
Формулировка квантовой механики через интеграл по траекториям — описание квантовой теории, которое обобщает принцип действия классической механики. Оно замещает классическое определение одиночной, уникальной траектории системы полной суммой (функциональным интегралом) по бесконечному множеству всевозможных траекторий для расчёта квантовой амплитуды. Методологически формулировка через интеграл по траекториям близка к принципу Гюйгенса — Френеля из классической теории волн.
Формулировка через интеграл по траекториям была развита в 1948 году Ричардом Фейнманом. Некоторые предварительные моменты были разработаны ранее, при написании его диссертации под руководством Джона Арчибальда Уилера.
Эта формулировка была ключевой для последующего развития теоретической физики, так как она явно симметрична во времени и пространстве (лоренц-ковариантна). Непохожий на предыдущие методы, интеграл по траекториям позволяет физику легко переходить от одних координат к другим при каноническом описании одной и той же квантовой системы.
Интеграл по траекториям также относится к квантовым и стохастическим процессам, и это обеспечило базис для великого синтеза 1970-х годов, который объединил квантовую теорию поля со статистической теорией флуктуаций поля вблизи фазовых переходов второго рода. Уравнение Шрёдингера при этом является уравнением диффузии с мнимым коэффициентом диффузии, а интеграл по траекториям — аналитическим продолжением метода суммирования всех возможных путей. По этой причине интегралы по траекториям были использованы для изучения броуновского движения и диффузии немного ранее, чем они были представлены в квантовую механику.

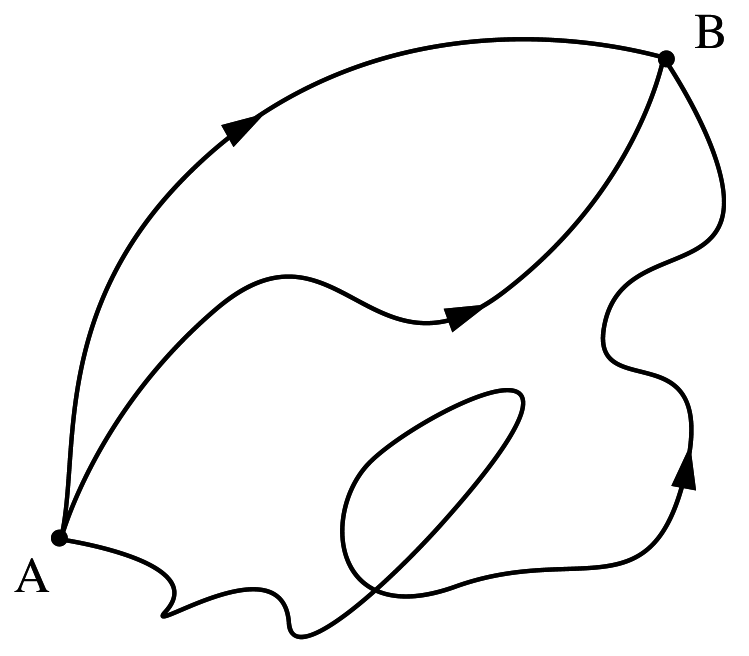
Три траектории из многих, создающие вклад в вероятность перемещения квантовой частицы из точки A в точку B

Недавно определение интегралов по траекториям было расширено таким образом, чтобы помимо описанного ранее броуновского движения они могли описывать также и полёты Леви. Формулировка через интегралы по траекториям Леви ведёт к дробной квантовой механике и дробному расширению уравнения Шрёдингера.

## Квантовый принцип действия
В традиционной квантовой механике гамильтониан представляет собой генератор бесконечно малых (инфинитезимальных) временных трансляций (например, в пространстве состояний квантовомеханической системы). Это означает, что состояние через бесконечно малое время {\displaystyle dt} отличается от состояния в данный момент времени на величину, равную произведению {\displaystyle -i} на {\displaystyle dt} на действие оператора Гамильтона на это состояние. Для состояний с определённой энергией это выражает соотношение де Бройля между частотой и энергией, а общее отношение согласуется с ним с учётом принципа суперпозиции.
Но гамильтониан в классической механике выводится из лагранжиана, который является более фундаментальной величиной в соответствии со специальной теорией относительности. Гамильтониан описывает развитие системы во времени, но представление о времени изменяется при переходе от одной системы отсчёта к другой. Таким образом, гамильтониан различен для разных систем отсчёта, и в начальной формулировке квантовой механики её Лоренц-инвариантность не очевидна.
Гамильтониан является функцией координат и импульсов, и по нему определяются координаты и импульсы в более поздний момент времени. Лагранжиан — это функция координат в данный момент и координат немного позднее (или, эквивалентно для бесконечно малых промежутков времени, это есть функция координат и скорости). Первый и второй связаны преобразованием Лежандра, и условие, определяющее классические уравнения движения, — это условие на минимум действия.
В квантовой механике преобразование Лежандра трудно интерпретировать, так как движение происходит не по определённой траектории. В классической механике с дискретизацией по времени
{\displaystyle \varepsilon H=p{\big (}q(t+\varepsilon )-q(t){\big )}-\varepsilon L,}
и
{\displaystyle p={\frac {\partial L}{\partial {\dot {q}}}},}
где частная производная по q оставляет q(t + ε) фиксированным. Обратное преобразование Лежандра:
{\displaystyle \varepsilon L=p\varepsilon {\dot {q}}-\varepsilon H,}
где
{\displaystyle {\dot {q}}={\frac {\partial H}{\partial p}},}
и частная производная теперь берётся по p при фиксированном q.
В квантовой механике состояние является суперпозицией разных состояний с разными значениями q или разными значениями p, а величины p и q могут быть интерпретированы как некоммутирующие операторы. Оператор p имеет определённое значение только на состояниях, которые не имеют определённого q. Тогда представим два состояния, разделённых во времени, и подействуем на них оператором, соответствующим лагранжиану:
{\displaystyle e^{i[p\{q(t+\varepsilon )-q(t)\}-\varepsilon H(p,q)]}.}
Если операции умножения в данной формуле рассматривать как умножение операторов (или их матриц), то это означает, что первый множитель
{\displaystyle e^{-ipq(t)}}
и сумма по всем состояниям интегрируется по всем значениям q(t) — таким образом производится преобразование Фурье к переменной p(t). Это действие производится над гильбертовым пространством — переход к переменной p(t) в момент времени t.
Далее следует множитель
{\displaystyle e^{-i\varepsilon H(p,q)},}
описывающий эволюцию системы за бесконечно малый промежуток времени.
И последний множитель в этой интерпретации:
{\displaystyle e^{ipq(t+\varepsilon )},}
производящий изменение базиса обратно к q(t), но уже в более поздний момент времени.
Это не сильно отличается от обычной эволюции во времени: H содержит всю динамическую информацию — он толкает состояние вперёд во времени. Первая и последняя части совершают преобразование Фурье к промежуточной переменной p(t) и обратно.
Гамильтониан — функция p и q, поэтому экспонирование этой величины и изменение базиса с p на q на каждом шаге позволяет выражать матричный элемент H как простую функцию вдоль каждого пути. Эта функция является квантовым аналогом классического действия. Данное наблюдение впервые сделано Дираком.
Дирак позднее заметил, что можно взять квадрат оператора эволюции в S-представлении:
{\displaystyle e^{i\varepsilon S},}
получая тем самым оператор эволюции от времени t к времени t + 2ε. В то время как в H-представлении величина, которая суммируется по промежуточным состояниям, является неочевидным матричным элементом, в S-представлении она ассоциируется с путём. В пределе большой степени этого оператора он реконструирует полную эволюцию между двумя состояниями: ранним, которому соответствуют фиксированные значения координат q(0), и поздним — с фиксированным q(t). Результат является суммой по путям с фазой, являющейся квантовым действием.

## Интерпретация Фейнмана
Работа Дирака не давала точного алгоритма расчёта сумм по путям, и она не показывала, как можно из этого подхода получить уравнение Шрёдингера или канонические коммутационные соотношения. Это было сделано Фейнманом.
Фейнман показал, что квант действия Дирака в большинстве интересных случаев просто равен классическому действию, соответственно дискретизированному. Это означает, что классическое действие является фазой, набегающей при квантовой эволюции между двумя фиксированными конечными точками. Он предложил вывести всю квантовую механику из следующих постулатов:
1. Вероятность события получается как квадрат модуля комплексного числа, называемого «амплитудой».
2. Амплитуда получается сложением вместе вкладов всех историй в конфигурационном пространстве.
3. Вклад истории в амплитуду пропорционален {\displaystyle e^{iS/\hbar }}, где {\displaystyle \hbar } — постоянная Планка, которая может быть положена равной единице выбором системы единиц измерения, тогда как S — действие этой истории, даваемое временны́м интегралом от лагранжиана вдоль соответствующего пути.

Для того чтобы найти полную вероятность амплитуды для данного процесса, нужно просуммировать или проинтегрировать амплитуду в пространстве всех возможных историй системы между начальным и конечным состояниями, включая истории, которые абсурдны по классическим стандартам (например, скорости частиц на траекториях могут превышать скорость света). В расчёт амплитуды одиночной частицы, которая движется из одного места в другое за заданное время, необходимо включать истории, в которых частица описывает причудливый узор, в которых частица «вылетает в космос» и летит обратно, и так далее. Интеграл по траекториям считает все эти амплитуды историй равными по величине (модулю), но различающимися по фазе (аргументу комплексного числа). Вклады, которые существенно отличаются от классической истории, подавляются только интерференцией с вкладами схожих историй с противоположной фазой (смотрите ниже).
Фейнман показал, что эта формулировка квантовой механики эквивалентна каноническому подходу к квантовой механике, когда Гамильтониан квадратичен по импульсу. Амплитуда, вычисленная согласно фейнмановским принципам, также порождает уравнение Шрёдингера для гамильтониана, соответствующего данному действию.
Классические принципы действия ведут к затруднению из-за своей идеальности: вместо того, чтобы предсказывать будущее из начальных условий, они предсказывают путь к заданному будущему через комбинацию начальных и конечных условий, как если бы система каким-то образом знала, в какое состояние она должна прийти. Интеграл по траекториям объясняет работу классического принципа действия в терминах квантовой суперпозиции. Система не обязана знать заранее, куда она движется — интеграл по траекториям просто вычисляет амплитуду вероятности для любого заданного процесса, и траектория идёт по всем возможным направлениям. Однако спустя достаточно долгое время эффекты интерференции гарантируют, что только вклады от стационарных точек действия дают истории со значимыми вероятностями. Стационарные же точки действия соответствуют классическим траекториям, так что система в среднем движется по классическому пути.

## Точная формулировка
Постулаты Фейнмана могут быть интерпретированы следующим образом:

### Квантование времени
Для частицы, находящейся в гладком потенциале, интеграл по траекториям, который в одномерном случае является произведением обыкновенных интегралов, приближают зигзагообразными путями. При движении частицы из положения {\displaystyle x=x_{a}} в момент времени {\displaystyle t=t_{a}} в точку {\displaystyle x=x_{b}} при {\displaystyle t=t_{b}} временная последовательность {\displaystyle t_{a}<t_{1}<\ldots <t_{n-1}<t_{n}<t_{b}} может быть разделена на n малых сегментов {\displaystyle t_{j}-t_{j-1},\ j=1,\dots ,n} фиксированной длительности {\displaystyle \varepsilon \equiv \Delta t={\frac {t_{b}-t_{a}}{n+1}}} (одним оставшимся сегментом можно пренебречь, так как в конечном счёте рассматривается предел {\displaystyle n\to \infty }). Этот процесс называется квантованием времени.
Приближение для интеграла по траекториям пропорционально выражению
{\displaystyle \int \limits _{x_{1}=x_{a}}^{x_{1}=x_{b}}\ldots \int \limits _{x_{n}=x_{a}}^{x_{n}=x_{b}}\exp \left({\frac {i}{\hbar }}\int \limits _{t_{a}}^{t_{b}}{\mathcal {L}}{\big (}x(t),v(t),t{\big )}\,dt\right)\,dx_{n}\ldots dx_{1},}
где {\displaystyle {\mathcal {L}}(x,v,t)} — лагранжиан одномерной системы, зависящий от пространственной переменной x(t) и скорости {\displaystyle v={\dot {x}}(t)}, а {\displaystyle dx_{j}} соответствует положению на j-м временном шаге, если временной интеграл приближать суммой n слагаемых.
В пределе при n, стремящемся к бесконечности, это выражение становится функциональным интегралом, который (не считая несущественного множителя) является непосредственно произведением амплитуд плотностей вероятности {\displaystyle \langle x_{a},t_{a}|x_{b},t_{b}\rangle } найти квантово-механическую частицу при {\displaystyle t=t_{a}} в начальном состоянии {\displaystyle x=x_{a}} и при {\displaystyle t=t_{b}} в конечном состоянии {\displaystyle x=x_{b}}.
В действительности, {\displaystyle {\mathcal {L}}} — классический лагранжиан рассматриваемой одномерной системы, {\displaystyle {\mathcal {L}}(x,{\dot {x}},t)=p{\dot {x}}-{\mathcal {H}}(x,p,t)}, где {\displaystyle {\mathcal {H}}} — гамильтониан (p — импульс, по определению равный {\displaystyle p=\partial {\mathcal {L}}/\partial {\dot {x}},} и вышеупомянутое «зигзагирование» соответствует появлению слагаемых
{\displaystyle \exp \left({\frac {i}{\hbar }}\,\varepsilon \cdot \sum _{j=1}^{n}{\mathcal {L}}\left({\tilde {x}}_{j},{\tfrac {x_{j}-x_{j-1}}{\varepsilon }},j\right)\right),}
где {\displaystyle {\tilde {x}}_{j}\in [x_{j-1},x_{j}]} — некоторая точка из соответствующего отрезка. Например, можно взять центр отрезка: {\displaystyle {\tilde {x}}_{j}={\tfrac {x_{j}+x_{j-1}}{2}}}.
Таким образом, в отличие от классической механики, вклад даёт не только стационарная траектория, но, фактически, все виртуальные траектории между начальной и конечной точками.
Фейнмановское приближение квантования времени, однако, не существует для наиболее важных квантово-механических интегралов по траекториям для атомов из-за сингулярности кулоновского потенциала {\displaystyle e^{2}/r} в нуле. Только после замены времени t на другой зависящий от траектории параметр («псевдовремя») {\displaystyle s=\int dt/r(t)} сингулярность устраняется, и приближение квантования времени существует, которое точно интегрируемо, так как оно может быть сделано гармоничным с помощью простого преобразования координат, как было показано İsmail Hakkı Duru и Hagen Kleinert в 1979 году. Совместное применение преобразования время — «псевдовремя» и преобразований координат является важным методом для вычисления многих интегралов по траекториям и называется преобразованием Duru — Kleinert.

### Свободная частица
В представлении интеграла по траекториям квантовая амплитуда движется от точки x к точке y как интеграл по всем траекториям. Для свободной частицы действие ( {\displaystyle m=1}, {\displaystyle \hbar =1}) интеграл
{\displaystyle S=\int {{\dot {x}}^{2} \over 2}dt}
может быть найден явно.
Чтобы сделать это, концептуально удобно начать без множителя i в экспоненте, так что большие отклонения компенсируются малыми числами, а не отменой колеблющихся вкладов:
{\displaystyle K(x-y;T)=\int _{x(0)=x}^{x(T)=y}e^{-\int _{0}^{T}{{\dot {x}}^{2} \over 2}dt}Dx.}
Разбиваем интеграл на части:
{\displaystyle K(x,y;T)=\int _{x(0)=x}^{x(T)=y}\Pi _{t}e^{-{\frac {1}{2}}\left({x(t+\varepsilon )-x(t) \over \varepsilon }\right)^{2}\varepsilon }\,Dx,}
где Dx интерпретируется как конечная коллекция интегрирований на каждом целом множителе ε. Каждый множитель в произведении является гауссианом как функцией от x(t + ε), центрированным в x(t) с вариацией ε. Множественные интегралы — это повторяющиеся свёртки этого гауссиана Gε с копиями самого себя в смежные времена:
{\displaystyle K(x-y;T)=G_{\varepsilon }*G_{\varepsilon }*\dots *G_{\varepsilon },}
где число свёрток равно T/ε. Результат легко получить, взяв преобразование Фурье обеих сторон, так что свёртки становятся умножениями:
{\displaystyle {\tilde {K}}(p;T)={\tilde {G}}_{\varepsilon }(p)^{T \over \varepsilon }.}
Фурье-преобразование гауссиана G является другим гауссианом обратной вариации[прояснить]:
{\displaystyle {\tilde {G}}_{\varepsilon }(p)=e^{-\varepsilon {p^{2} \over 2}},}
и результат
{\displaystyle {\tilde {K}}(p;T)=e^{-T{p^{2} \over 2}}.}
Фурье-преобразование даёт К, и это снова гауссиан с обратной вариацией:
{\displaystyle K(x-y;T)\sim e^{-(x-y)^{2} \over 2T}.}
Постоянная пропорциональности на самом деле не определена подходом разбиения времени, лишь отношение значений разных конечных выборов определено. Константа пропорциональности должна быть выбрана чтобы убедиться что между каждой из двух временных разбиений эволюция во времени унитарна квантово-механически, но более разъясняющий путь исправить нормировку - предположить интеграл по траекториям как описание стохастического процесса.
Результат имеет вероятностную интерпретацию. Сумма по всем траекториям экспоненциального множителя может быть представлена как сумма по всем траекториям вероятности выбора данной траектории. Вероятность - это произведение по каждому сегменту вероятности выбора данного сегмента, так что каждый сегмент вероятностным образом независимо выбирается. Факт того, что ответ - Гауссиан, распространяющийся линейно во времени - центральная предельная теорема, которая может быть интерпретирована как первый исторической вывод статистического интеграла по траекториям.
Вероятностная интерпретация даёт естественный выбор нормировки. Интеграл по траекториям следует определять так, что:
{\displaystyle \int K(x-y;T)dy=1.}
Это условие нормирует Гауссиан и образует ядро которое удовлетворяет уравнению диффузии:
{\displaystyle {d \over dt}K(x;T)={\nabla ^{2} \over 2}K.}
Для колеблющихся интегралов по траекториям, тех что с i в числителе, разбиение по времени образует искривляющиеся Гауссианы, так как раньше. Теперь, однако, продукт искривления в самой малой степени сингулярен так как он нуждается в осторожных лимитах для определения осциллирующих интегралов. Чтобы сделать факторы хорошо определёнными, наилегчайший путь заключается в том, чтобы прибавить маленькую мнимую часть к временному слагаемому ε. Тогда тот же искривляющий аргумент как раньше даёт ядро распространения:
{\displaystyle K(x-y;T)\propto e^{i(x-y)^{2} \over 2T}.}
Которое, с той же нормировкой что и раньше (не сумма-квадрат нормировкой! эта функция имеет расходящуюся норму), удовлетворяет свободному уравнению Шредингера
{\displaystyle {d \over dt}K(x;T)={\rm {i}}{\nabla ^{2} \over 2}K.}
Это означает, что любая суперпозиция К также будет удовлетворять тому же уравнению, линейно. Определяя
{\displaystyle \psi _{t}(y)=\int \psi _{0}(x)K(x-y;t)dx=\int \psi _{0}(x)\int _{x(0)=x}^{x(t)=y}e^{iS}Dx,}
тогда ψt удовлетворяет свободному уравнению Шредингера, также как К:
{\displaystyle {\rm {i}}{\partial  \over \partial t}\psi _{t}=-{\nabla ^{2} \over 2}\psi _{t}.}